# استیفنزویل (ویسکانسین)
استیفنزویل (به انگلیسی: Stephensville) یک منطقهٔ مسکونی در ایالات متحده آمریکا است که در Ellington واقع شده‌است. استیفنزویل ۲۵۲٫۹۹ متر بالاتر از سطح دریا واقع شده‌است.